# Jokkok állomás
Jokkok (Yeokgok) állomás a szöuli metró 1-es vonalának állomása Kjonggi (Gyeonggi) tartomány Pucshon (Bucheon) városában. Vasútállomásként 1967-ben, metróállomásként 1974-ben nyílt meg.

## Viszonylatok
| 1-es vonal                               | 1-es vonal                                                                         | 1-es vonal                                       |
| ---------------------------------------- | ---------------------------------------------------------------------------------- | ------------------------------------------------ |
| Onszu (Onsu) Szojoszan (Soyosan) felé    | Kjongin (Gyeongin) szakasz személyvonat Kjongvon (Gyeongwon) szakasz expresszvonat | Szosza (Sosa) Incshon (Incheon) felé             |
| Kebong (Gaebong) Jongszan (Yongsan) felé | Kjongin (Gyeongin) szakasz expresszvonat                                           | Pucshon (Bucheon) Tongincshon (Dongincheon) felé |